# Richard Petty
Richard Lee Petty (Level Cross, 2 luglio 1937) è un ex pilota automobilistico statunitense, sette volte campione nelle serie NASCAR, Grand National (tre volte) e Winston Cup (quattro volte) ed altrettante volte vincitore della Daytona 500. In entrambi i casi si tratta del record all-time, come pure suo è il record delle vittorie nella serie, ben 200.
Figlio di Lee Petty, a sua volta vincitore di 3 titoli Sprint Cup Series.

## Biografia
Ha gareggiato nelle competizioni NASCAR ottenendo in oltre trent'anni di carriera 200 vittorie nella categoria e ritirandosi dall'agonismo al termine del 1991.
Ha lavorato anche come doppiatore nel film Cars - Motori ruggenti del 2006 in cui ha dato la voce al vecchio corridore Strip Weathers, meglio noto come "The King".
Nel 2000 suo nipote Adam (figlio di Kyle anch'egli pilota) morì a soli diciannove anni a causa di un incidente in una corsa automobilistica.
Nel 2014 rimane vedovo della moglie Lynda da cui era sposato fin dal 1959. Hanno avuto quattro figli: Kyle, Sharon, Lisa e Rebecca.
È stato introdotto nella NASCAR Hall Of Fame nel 2010, come membro della classe inaugurale.

## Palmarès
NASCAR Sprint Cup Series
- 7 volte  (1964, 1967, 1971, 1972, 1974, 1975 e 1979)[3]

Daytona 500
- 7 volte  (1964, 1966, 1971, 1973, 1974, 1979 e 1981)